# Phymosia pauciflora
Phymosia pauciflora là một loài thực vật có hoa trong họ Cẩm quỳ. Loài này được (Baker f.) Fryxell miêu tả khoa học đầu tiên năm 1971.